# BR-330
A BR-330 é uma rodovia federal diagonal brasileira.
Ela liga-se a  BR-101 no município de Ubaitaba (BA), passando então pelos municípios de Ubatã, Barra do Rocha, Ipiaú, Jitaúna até Jequié, na BR-116. Depois passa por Xique-Xique, depois chega em Redenção do Gurguéia (PI), coincide com as BR-235 e BR-135 até Monte Alegre do Piauí, depois passa 1 trecho pela BR-235 até Alto Parnaíba, (MA), a rodovia termina em Balsas, no Maranhão. A rodovia passa pelos estados da Bahia, Piauí e Maranhão.
No seu extremo, no percurso em Ubaitaba, coincide com a rodovia federal BR-101 por alguns quilômetros.